# Jindřichovský mokřad
Jindřichovský mokřad je přírodní památka severozápadně až západně od města Lučany nad Nisou v okrese Jablonec nad Nisou. Oblast spravuje AOPK ČR Správa CHKO Jizerské hory. Důvodem ochrany je kvalitní mokřad s poměrně zachovalým ekosystémem mokrých luk a s výskytem zvláště chráněných druhů rostlin, např. prstnatce májového (Dactylorhiza majalis), upolínu evropského (Trollius europaeus) a vachty trojlisté (Menyanthes trifoliata).
Chráněné území těsně sousedí se zástavbou Jindřichova. Existence přírodní památky provází nepříjemnosti a problémy, především ničení informačních tabulí, v roce 2005 mokřad poničila skládka stavební suti.

## Galerie

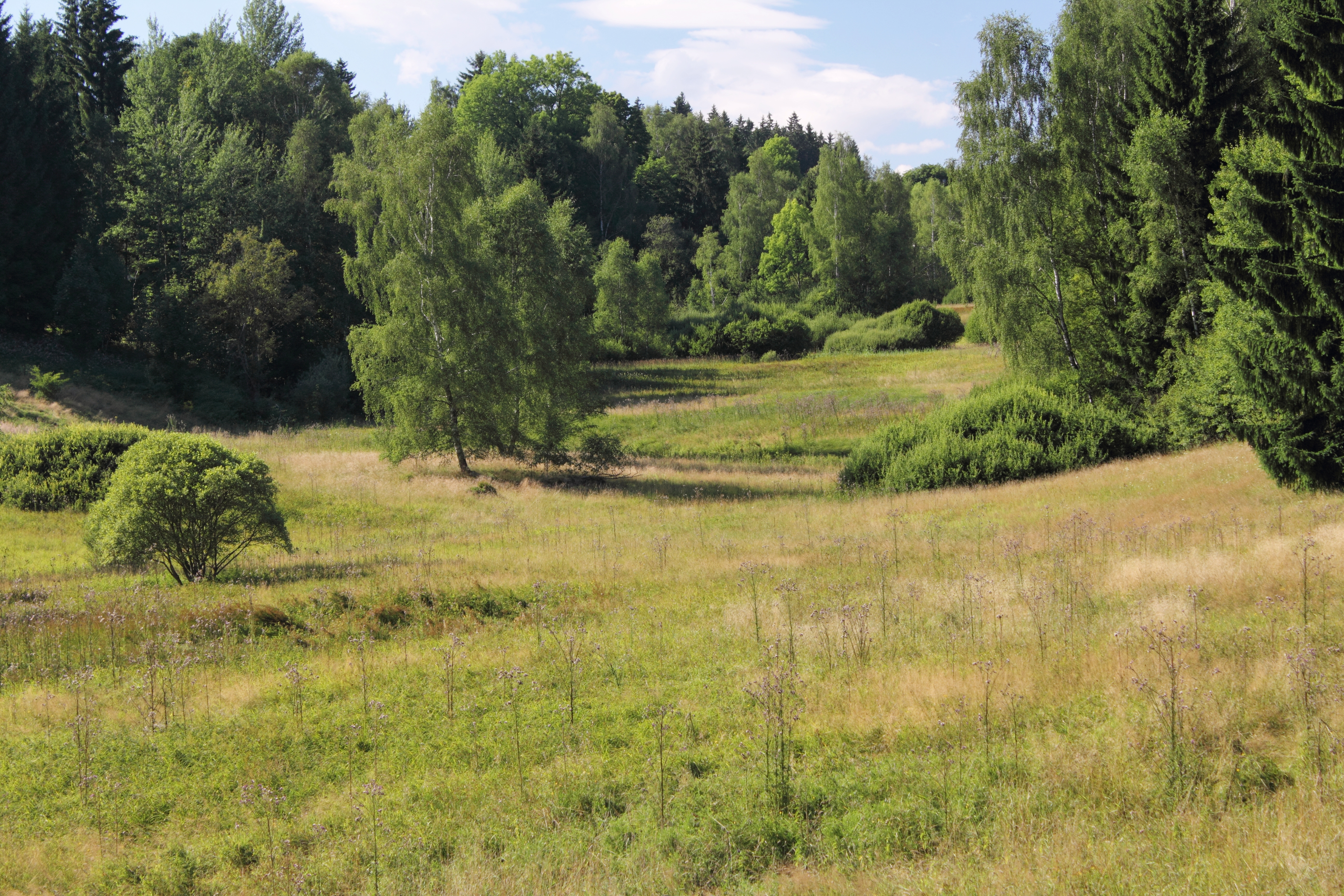
Jindřichovský mokřad v srpnu
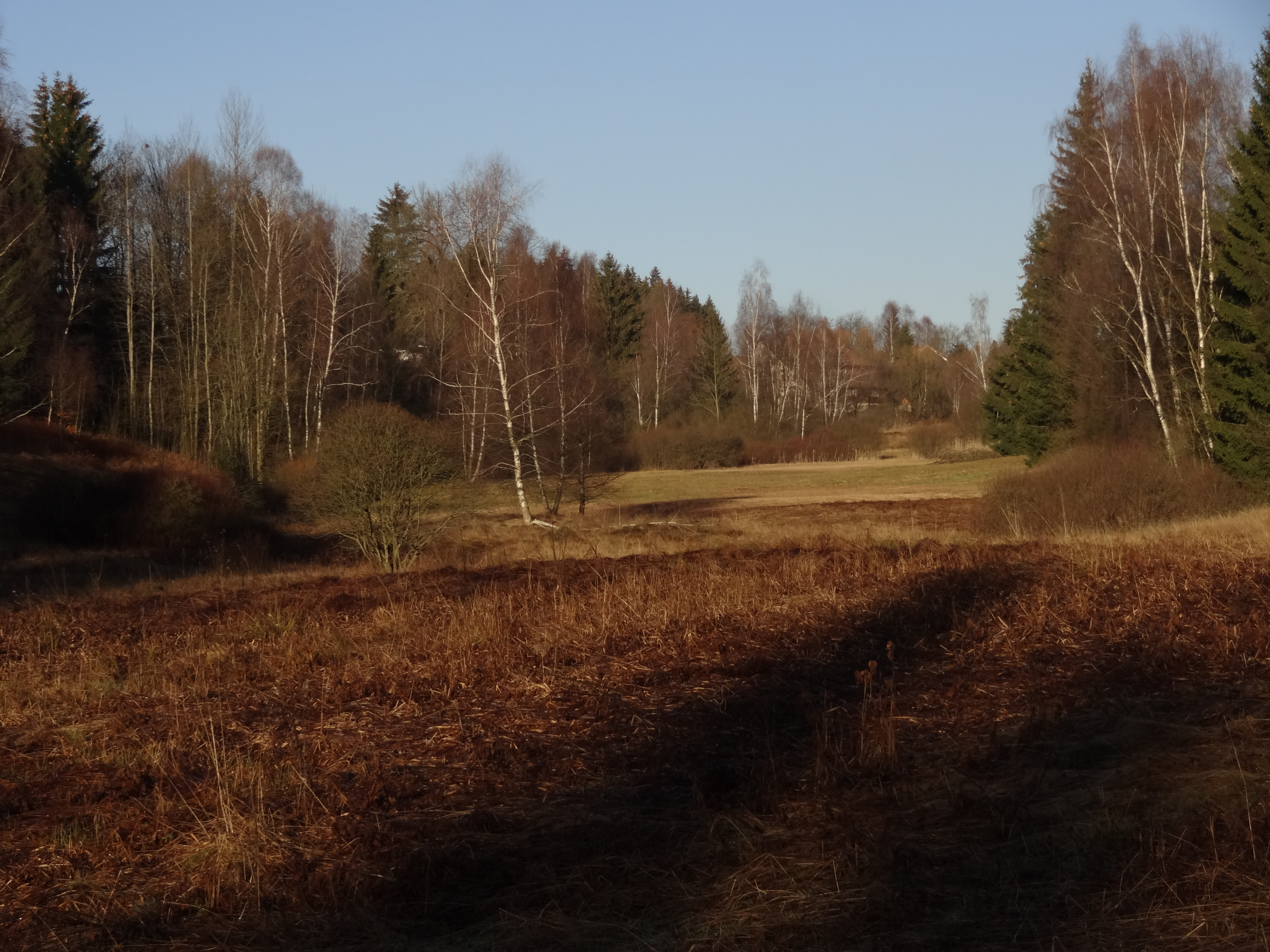
Jindřichovský mokřad v prosinci
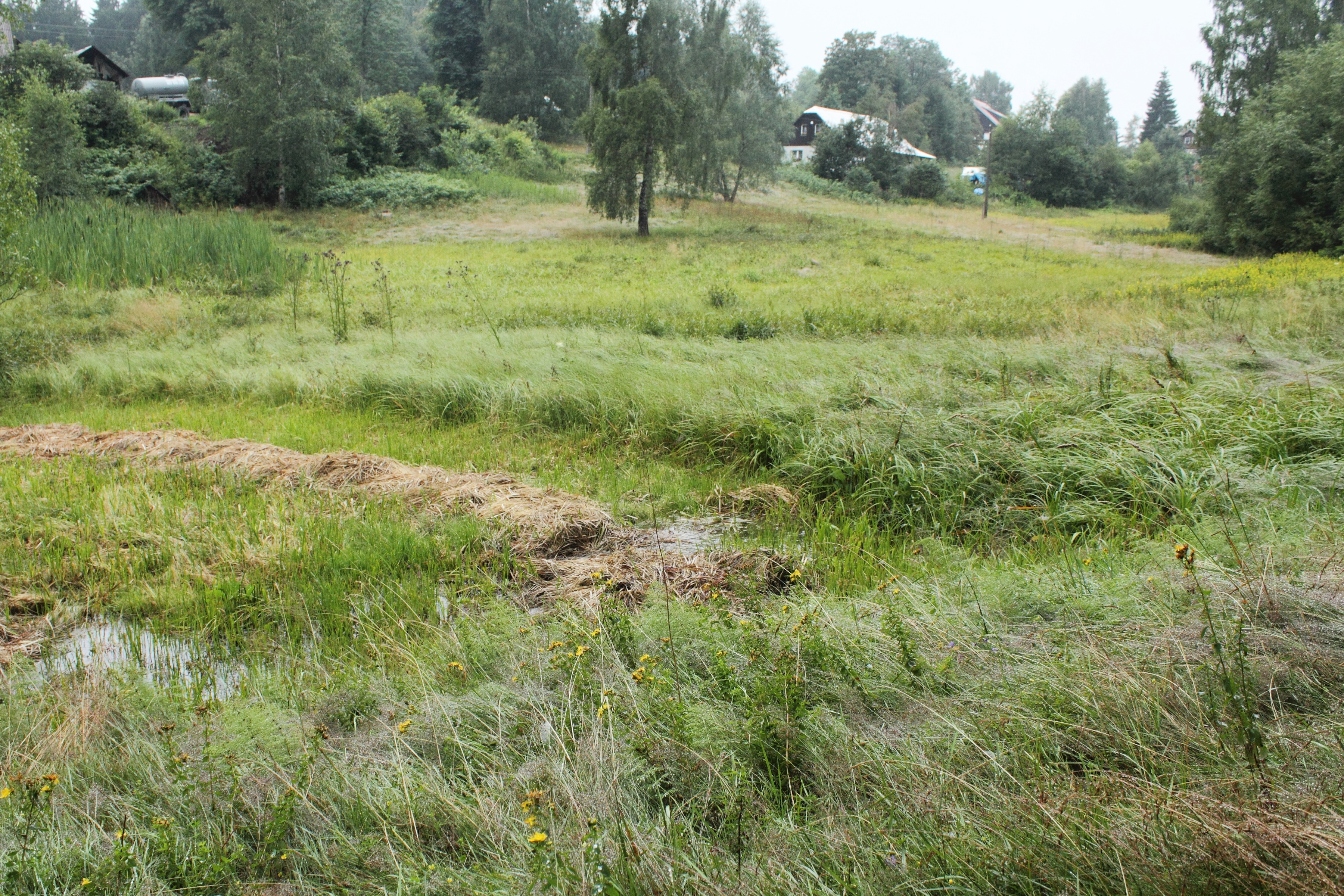
Severní část mokřadu